# Avni Mula
Avni Mula (ur. 4 stycznia 1928 w Gjakove, zm. 29 października 2020 w Tiranie) – albański śpiewak operowy (baryton) i kompozytor.

## Życiorys
Pochodził z rodziny albańskiej, która w latach trzydziestych XX w. z powodów ekonomicznych opuściła Kosowo i osiedliła się w Szkodrze. Talent wokalny A. Muli został odkryty już w szkole, w Szkodrze, wtedy też zaczął śpiewać w chórze szkolnym. Od 1946 uczył muzyki w szkole podstawowej w Szkodrze. W roku 1950 został powołany do służby wojskowej i tam zaczął występować z Zespołem Artystycznym Armii Albańskiej, kierowanym przez Gaqo Avraziego – początkowo jako chórzysta, potem jako solista. Po zakończeniu służby uzyskał stypendium i możliwość kształcenia w konserwatorium moskiewskim im. Piotra Czajkowskiego, w klasie śpiewu. Studia ukończył w 1957 i powrócił do kraju, gdzie został solistą Teatru Opery i Baletu w Tiranie. Zadebiutował rolą Giorgio Germonta w operze Traviata Verdiego. Na scenie stołecznej śpiewał m.in. arie Figaro w Cyruliku Sewilskim Rossiniego, Oniegina w Eugeniuszu Onieginie Piotra Czajkowskiego i Gjetę w operze Mrika Prenka Jakovy. W 1964 za swoją twórczość został wyróżniony nagrodą państwową I stopnia.
Oprócz występów na scenie operowej, Avni Mula koncertował na wszystkich scenach albańskich, śpiewając głównie pieśni ludowe i partyzanckie. Występował na scenach 14 krajów, w tym w Warszawie. W jego dorobku kompozytorskim oprócz piosenek, wykonywanych na festiwalach w Tiranie znalazły się także kantaty, rapsodie, suity i muzyka filmowa. Za swoją działalność artystyczną został uhonorowany tytułem Zasłużonego Artysty i Artysty Ludu (alb. Artist i Popullit). W 2008 otrzymał z rąk prezydenta Bamira Topiego order Honor Narodu (alb. Nderi i Kombit).

## Życie prywatne
Był żonaty z Niną (1931–2011), pochodzącą z Rosji sopranistką i nauczycielką śpiewu. Córki Inva i Adelina także poświęciły się karierze artystycznej.

## Muzyka filmowa
- 1975: Wiosenna podróż
- 1975: Rzeki światła
- 1978: Latawce
- 1980: Karnawały
- 1984: Zaręczyny Blerty